# Antonio Morzenti
Antonio Morzenti (Ghisalba, 1º maggio 1910 – ...) è stato un calciatore italiano, di ruolo difensore.

## Carriera
Cresce nelle serie minori, nelle quali viene notato ed acquistato dall'Atalanta. Con i neroazzurri gioca per dieci anni, ottenendo due promozioni dalla Serie B alla Serie A.
Gioca in totale 67 partite in massima serie.
Termina la carriera nel Marzotto Manerbio, in Serie C.

## Palmarès

### Club

#### Competizioni nazionali
- Serie B: 1

Atalanta: 1939-1940